# Osmijeh (album)
Osmijeh prvi je EP zagrebačkog rock sastava Grupa 220, koji je objavljen 1967. godine, a objavila ga je diskografska kuća Jugoton. Na albumu se uz veliki hit "Osmijeh" nalaze još dvije Mlinarčeve skladbe "Kad ostanem sam" i "Grad" i obrada polke "Večer na Robleku", koju. Prodao se u preko 50.000 primjeraka, a sastavu donosi veliku popularnost na prostoru bivše Jugoslavije. 
Redatelj Fadil Hadžić u jesen 1967. godine za film "Protest" koristi skladbu "Grad".

## Popis pjesama

#### A-strana
1. "Osmijeh"
2. "Večer na Robleku"

- Aranžer - P. Gotovac
- Napisao - V.S. Avsenik

#### B-strana
1. "Uvijek kad ostanem sam"
2. "Grad"

## Osoblje
- Vojislav Mišo Tatalović - bas-gitara
- Ranko Balen - bubnjevi
- Drago Mlinarec - ritam gitara, vokali
- Vojko Sabolić - prva gitara

## Vanjske poveznice
- Diskografija Grupe 220